# Arkaułowo
Arkaułowo (ros. Аркаулово; baszk. Арkhауыл , Arqawıl) – wieś (sieło) w Rosji, w rejonie saławatskim Baszkortostanu. Centrum administracyjne sielsowietu arkałowskiego. W 2010 liczyła 1439 mieszkańców.